# Eparchia nowokuźniecka
Eparchia nowokuźniecka – jedna z eparchii Rosyjskiego Kościoła Prawosławnego, z siedzibą w Nowokuźniecku. Wchodzi w skład metropolii kuzbaskiej.
Utworzona 26 lipca 2012 postanowieniem Świętego Synodu, poprzez wydzielenie z eparchii kemerowskiej. Obejmuje część obwodu kemerowskiego.

## Biskup
Ordynariuszem eparchii jest biskup nowokuźniecki i tasztagolski Włodzimierz (Agibałow).

## Dekanaty
W skład eparchii wchodzi 5 dekanatów:
- mieżdurieczeński
- nowokuźniecki I
- nowokuźniecki II
- osinnikowski
- tasztagolski

## Monaster
Na terenie eparchii działa męski monaster św. Pantelejmona w Biezrukowie.